# Exeter City F.C.
O Exeter City Football Club é um clube de futebol da Inglaterra. Sua sede é em Exeter, cidade com pouco mais de 119.000 habitantes. Atualmente disputa a Terceira Divisão do Campeonato Inglês, mais conhecida como Football League One.

## História

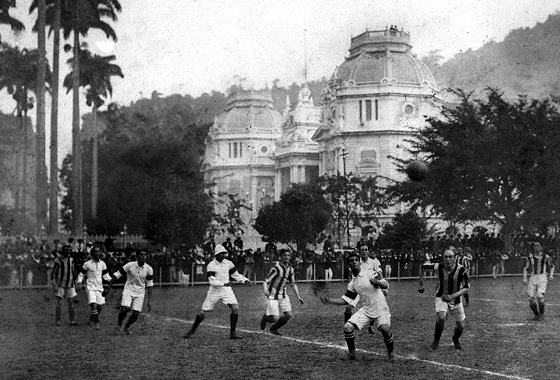
O jogo contra o Brasil, no estádio das Laranjeiras.

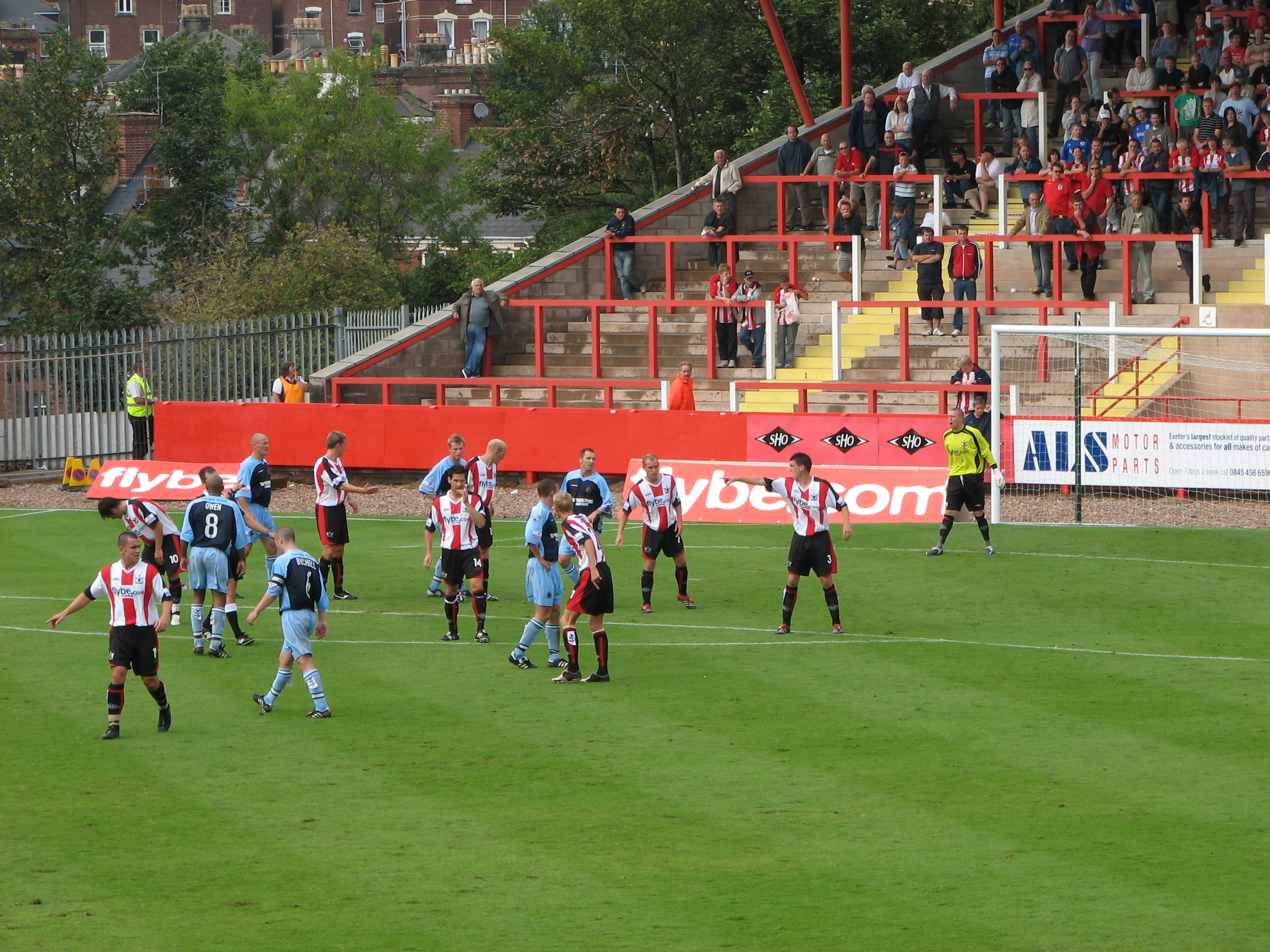
Exeter City x Altrincham em 19 Agosto de 2006.

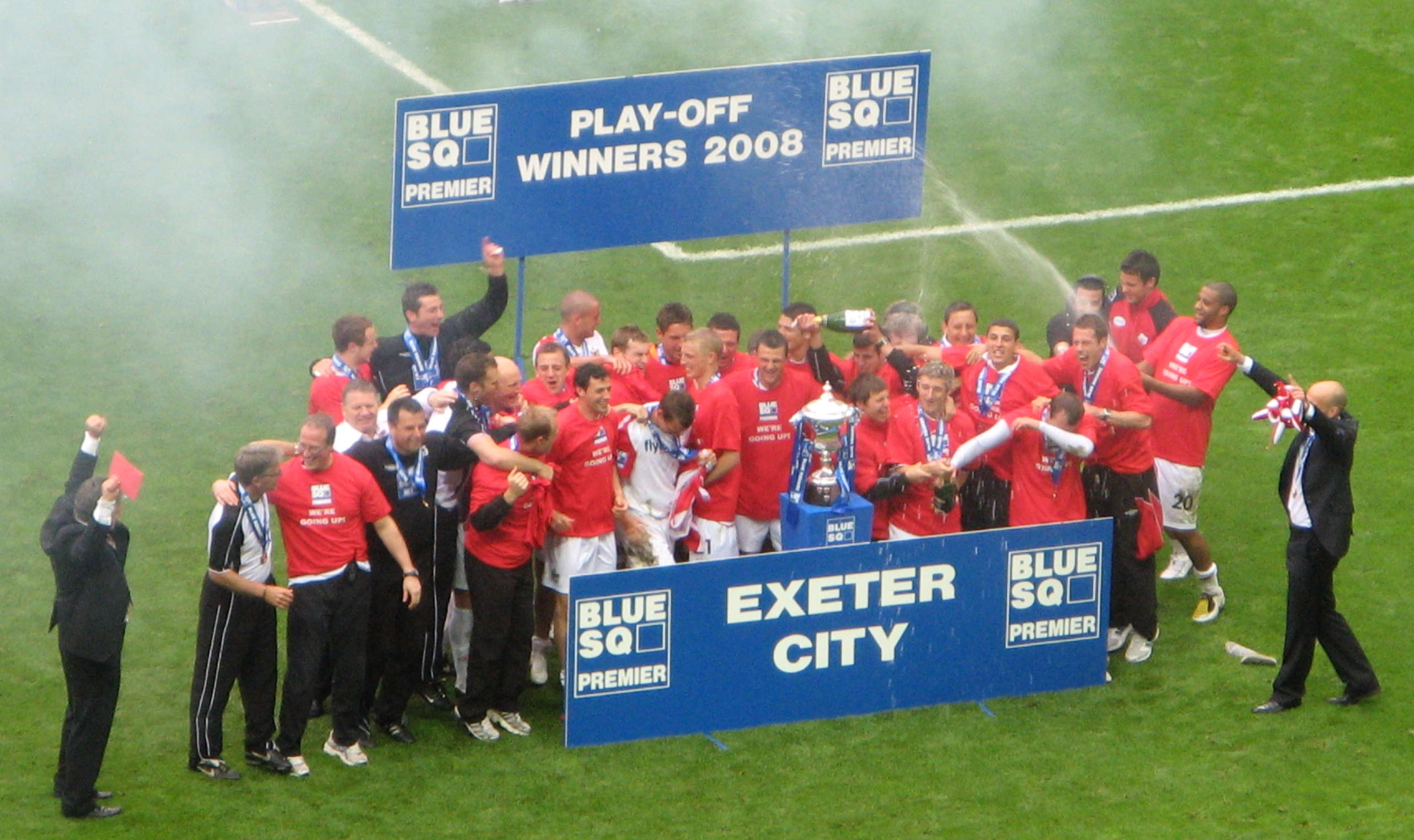
A equipe de Exeter comemora depois de 2008.

A equipe do Exeter City foi a primeira equipe a enfrentar uma Seleção Brasileira de Futebol organizada pela uma associacäo nacional, neste caso a Federação Brasileira de Sports, em 21 de julho de 1914, no Estádio de Laranjeiras, sede do Fluminense Football Club. O Brasil, com o seu primeiro grande astro, Arthur Friedenreich, ganhou esta partida devido gols de Osman e Oswaldo Gomes por 2 a 0.